# Jimmy Vicaut
Jimmy Vicaut, né le 27 février 1992 à Bondy, est un athlète français spécialiste des épreuves de sprint. Depuis 2015, avec un temps de 9 s 86, il détient le record de France du 100 mètres. Il est avant le 1er août 2021 codétenteur du record d'Europe avec le Portugais Francis Obikwelu. Il est le seul Français à descendre sous la barre des 9 s 90.
En 2011, il devient à 19 ans le 2e plus jeune sprinteur de l'histoire à atteindre la finale des championnats du monde sur 100 mètres, après Darrel Brown en 2003. Lors des mêmes championnats, il est sacré vice-champion du monde du relais 4 × 100 m. Aux Jeux olympiques de 2012, toujours sur relais, il remporte la médaille de bronze.

## Biographie

### Débuts
Né d'un père français et d'une mère ivoirienne, il débute l'athlétisme à l'âge de dix ans et se spécialise rapidement dans les épreuves de sprint. Licencié au Paris Avenir Athletic et entraîné par Jonathan Chimier, spécialiste du saut en longueur, il réalise 11 s 67 sur 100 m en 2007

### Éclosion (2008-2009)
En 2008, il descend à 10 s 75 sur 100 m. Il décroche également la deuxième place sur cette distance en 10 s 93 lors des championnats de France cadets 2008 à Vénissieux, derrière Romain Burel.
En 2009, Jimmy Vicaut rejoint le groupe d'entrainement de Guy Ontanon à l'INSEP où il collabore avec l'ancien sprinter Dimitri Demonière. Quelques mois après son arrivée, il réalise à Eaubonne le temps de 6 s 80 sur 60 mètres, échouant à deux centièmes de seconde seulement du record de France cadet de Ladji Doucouré. Puis, il participe en juillet 2009 aux Championnats du monde jeunesse de Bressanone, en Italie, et se classe septième de la finale du 100 mètres avec le temps de 10 s 89.

### Révélation et titre continental sur 4 × 100 m (2010)

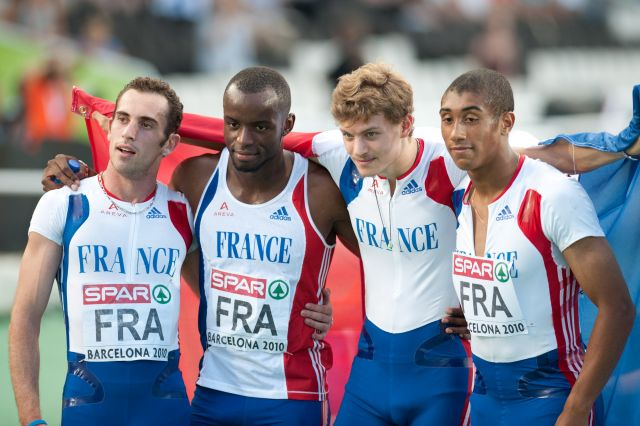
Jimmy Vicaut (à droite) après sa victoire sur 4 × 100 m aux Championnats d'Europe 2010.

Le 3 juillet 2010, le Français établit la meilleure performance junior de la saison en 10 s 16 (+0,8 m/s) lors des séries du 100 m du meeting de Mannheim. À titre de comparaison, Christophe Lemaitre, champion d'Europe junior 2009 du 100 m, avait réalisé 10 s 26 au même âge (18 ans). Deux semaines plus tard, Jimmy Vicaut remporte aisément sa demi-finale des championnats du monde juniors de Moncton en 10 s 38 (+2,2 m/s), avant de décrocher peu après en finale la médaille de bronze en 10 s 28 (-0,7 m/s), derrière le Jamaïcain Dexter Lee et l'Américain Charles Silmon. Sa performance de 10 s 16 lui permet d'intégrer le relais 4 × 100 mètres en vue des Championnats d'Europe de Barcelone. Qualifiée pour la finale avec le quatrième temps des équipes engagées, l'équipe de France, composée de Jimmy Vicaut, Christophe Lemaitre, Pierre-Alexis Pessonneaux et Martial Mbandjock, remporte le titre continental en établissant la meilleure performance européenne de la saison en 38 s 11.

### Confirmation et titre européen junior (2011)

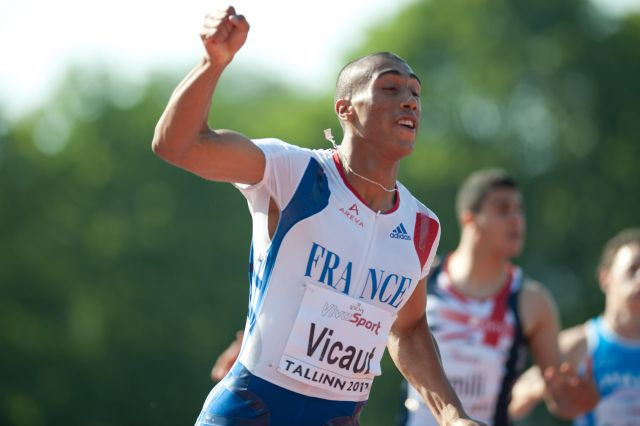
Victoire de Vicaut aux Championnats d'Europe juniors 2011 de Tallinn

Jimmy Vicaut remporte le titre du 100 mètres des Championnats d'Europe juniors 2011 de Tallinn. Succédant à son compatriote Christophe Lemaitre, vainqueur en 2009, il améliore à deux reprises son record personnel en réalisant 10 s 12 (- 1,8 m/s) en séries, avant de s'imposer en 10 s 07 (+0,3 m/s) dès le lendemain en finale. Il devient ainsi le cinquième performeur français de tous les temps sur 100 m (derrière Christophe Lemaitre, Ronald Pognon, Daniel Sangouma et Martial Mbandjock) et se qualifie pour les mondiaux 2011 de Daegu. Il ne bat pas en revanche le record d'Europe junior de la distance de 10 s 04 (+ 0,2 m/s) établi par Christophe Lemaitre le 24 juillet 2009 lors des Championnats d'Europe junior de Novi Sad. Il réalise à nouveau 10 s 07 (+ 2,0 m/s) le 29 juillet 2011 à Albi lors des championnats de France senior, temps qui lui permet d'être vice-champion de France, derrière Christophe Lemaitre.
Lors des mondiaux 2011 de Daegu, il réussit l'exploit de se qualifier, avec Christophe Lemaitre, en finale du 100 m. En finale, il se classe 6e avec un temps de 10 s 27, devenant ainsi le 2e junior des championnats à entrer dans une finale mondiale, après Darrel Brown (TRI) lors des Championnats du monde 2003 à Paris Saint-Denis. Aligné par ailleurs dans l'épreuve du relais 4 × 100 mètres, il remporte, en tant que dernier relayeur, la médaille d'argent de l'épreuve aux côtés de Teddy Tinmar, Christophe Lemaitre et Yannick Lesourd. L'équipe de France, qui établit son meilleur temps de l'année en 38 s 20, s'incline de plus d'une seconde face à la Jamaïque. L'Association européenne d'athlétisme (EAA) lui attribue la place de no 3, derrière l'Allemand David Storl et le Polonais Paweł Wojciechowski, lors du prix annuel de l'athlète montant masculin pour 2011. Il retourne au Paris Avenir Athletic début octobre 2011.

### Médaille d'argent continentale sur 100 m (2012)
Alors qu'il prévoit de ne pas courir en salle, il participe finalement en février 2012 à la réunion de Düsseldorf, et bat son record sur 60 mètres de plus d'un dixième en réalisant 6 s 53, en établissant provisoirement la meilleure performance mondiale de l'année,. Il est alors à 8 centièmes du record de France de Ronald Pognon mais dépasse de 2 centièmes le record de France espoir, qu'il reprend de ce fait, à son aîné Christophe Lemaitre.
En février une blessure musculaire lors d'un entrainement met un terme à sa saison en salle.
Sa saison estivale 2012 commence le 11 mai 2012 avec un 100 mètres bouclé en 10 s 28 lors du meeting de Doha. Ensuite, il enchaîne quelques 100 m avant de battre son record personnel sur 200 mètres lors du meeting de Genève en 20 s 67. En 10 s 05, il termine second sur 100 mètres aux championnats de France en devançant Emmanuel Biron (10 s 10) mais derrière Christophe Lemaitre (9 s 94) ; le vent de +2,6 m/s ne permet pas l'homologation de son temps, alors supérieur à son record personnel. Il finit également 3e sur 200 mètres en 20 s 58 (vent : +0,5 m/s) sur le 200 m derrière Lemaitre (20 s 31) et Ben Bassaw (20 s 58 également).
Lors des Championnats d'Europe à Helsinki, il finit deuxième du 100 mètres en 10 s 12 derrière Christophe Lemaitre, remportant ainsi sa deuxième médaille européenne, sa première en individuel. Il participe aux séries du relais 4 × 100 m et permet à l'équipe de France de se qualifier pour le tour suivant. Mais, souffrant d'une lésion au muscle ischio-jambier, il renonce à participer à la finale, par précaution en vue des Jeux olympiques. Lors de l'épreuve du 100 m des Jeux olympiques de Londres, le Français établit son meilleur temps de l'année dès les séries en 10 s 11, avant de quitter la compétition en demi-finales (6e de sa série en 10 s 16). Dans l'épreuve du relais 4 × 100 m, l'équipe de France composée de Jimmy Vicaut, Christophe Lemaitre, Pierre-Alexis Pessonneaux et Ronald Pognon, termine au pied du podium, après disqualification du Canada, dans le temps de 38 s 16. Le 23 août, lors du meeting Athletissima de Lausanne, Jimmy Vicaut se rapproche de la barrière des dix secondes sur 100 m en battant son record personnel en 10 s 02 (-0,1 m/s) dans une course remportée par Yohan Blake en 9 s 69.

### Champion d'Europe en salle et barrière des 10 secondes (2013)

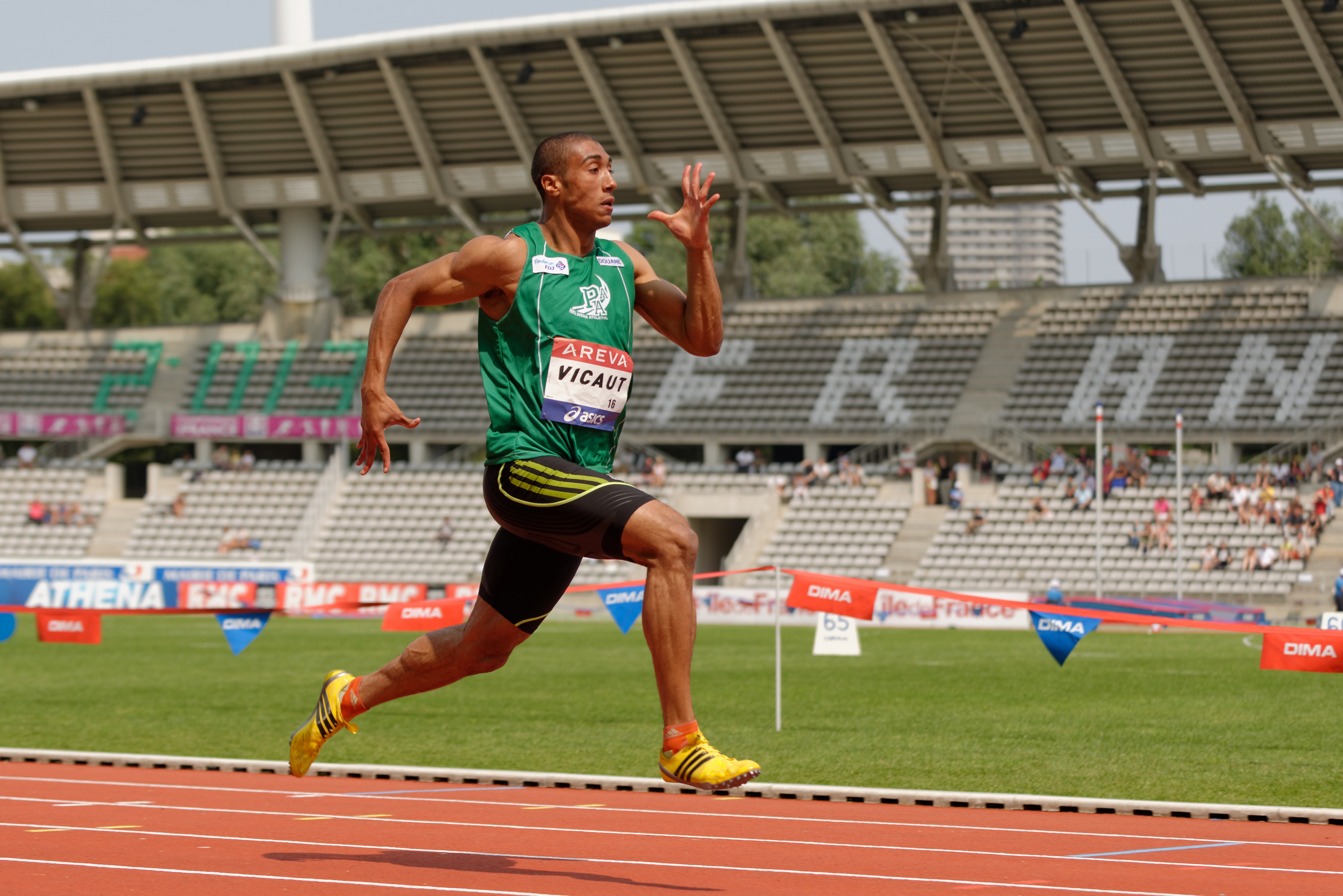
Jimmy Vicaut lors des championnats de France 2013, au Stade Charlety de Paris, où il descend pour la première fois de sa carrière sous les dix secondes au 100 m.

En début de saison 2013, Jimmy Vicaut égale à deux reprises son record personnel du 60 m en salle en réalisant 6 s 53 aux meetings de Mondeville et de Düsseldorf. Le 16 février, il s'adjuge son premier titre national senior à l'occasion des championnats de France en salle d'Aubière où il s'impose en 6 s 53 devant Emmanuel Biron et Christophe Lemaitre. Il participe début mars aux Championnats d'Europe en salle de Göteborg et remporte la finale en 6 s 48, devant le Britannique James Dasaolu (même temps) et l'Italien Michael Tumi (6 s 52), battant à cette occasion la meilleure performance mondiale de l'année et améliorant de 5/100e de seconde son record personnel. Il devient le premier athlète français sacré au niveau européen sur cette distance.
Le 13 juillet 2013, en séries des championnats de France, au Stade Charlety de Paris, il descend pour la première fois sous la barrière des dix secondes avec un temps de 9 s 95 (vent favorable de 0,9 m/s), devenant le troisième athlète français après Ronald Pognon et Christophe Lemaitre à réussir cette performance. Il remporte une heure plus tard le titre national dans le même temps (+ 0,3 m/s), en devançant Christophe Lemaitre (10 s 19) et Emmanuel Biron (10 s 25).

### Record personnel égalé et blessures (2014)
Lors de la finale élite des Interclubs 2014 à Aix-les-Bains, Jimmy Vicaut égale son record personnel du 100 m en 9 s 95, avec un vent favorable de 1,7 m/s. Il explique dans une interview qu'il n'est pas totalement satisfait de sa course, il regrette sa précipitation dans son départ et son arrivée.
Le 31 mai, lors du meeting de la ligue de diamant d'Eugene aux États-Unis, il court un 100 m en 9 s 89. Ce temps aurait constitué un nouveau record de France si la vitesse du vent trop élevée (2,7 m/s) n'en avait interdit l''homologation.
Le 21 juin, il remporte le 100 m des Championnats d'Europe par équipe en 10 s 03, mais se blesse lors de la course. Il effectue son retour à la compétition le 12 août à Zurich pour les séries du 100 m du Championnat d'Europe. Il remporte sa série en 10 s 06, mais ressent de nouveau une douleur à la cuisse qui le force à déclarer forfait pour les demi-finales.

### Record de France sous la barre des 9 s 90 (2015)
Le 4 juillet 2015, lors du meeting Areva, il bat le record de France du 100 m dans le temps de 9 s 86. Il surclasse du coup de 6 centièmes le record de Christophe Lemaitre (9 s 92). Si ce dernier avait été le premier français blanc a descendre sous la barre des 10 secondes, le premier français étant Ronald Pognon, Jimmy, lui, est le premier tricolore à descendre sous la barre des 9 s 90. Avec ce chrono, il égale le record d'Europe de 2004 du Portugais Francis Obikwelu. C'est Asafa Powell qui gagne cette course très rapide en 9 s 81.
Précédemment, le 13 mai de cette même année, Jimmy Vicaut et ses compatriotes du relais 4 × 100 m des Jeux de Londres 2012 se voient réattribuer la médaille de bronze à la suite du dopage du sprinter Tyson Gay.
À la fin de la saison, Jimmy commence bien les Championnats du monde 2015 de Pékin avec un temps de 9 s 92 en série mais en finale, avec seulement 10 s 00, il termine 8e.

### Record d'Europe à nouveau égalé, le bronze à Amsterdam (2016)
Jimmy Vicaut effectue sa rentrée en plein air lors du Golden Gala de Rome où il se classe 3e de la course en 9 s 99. Le 7 juin lors du Meeting de Montreuil pour sa deuxième sortie de l'année, le Français égale son propre record d'Europe réalisé en 2015 au Meeting Areva (partagé avec Francis Obikwelu) en 9 s 86 (+ 1,8 m/s), performance également synonyme de nouvelle meilleure performance mondiale de l'année et de record du meeting.

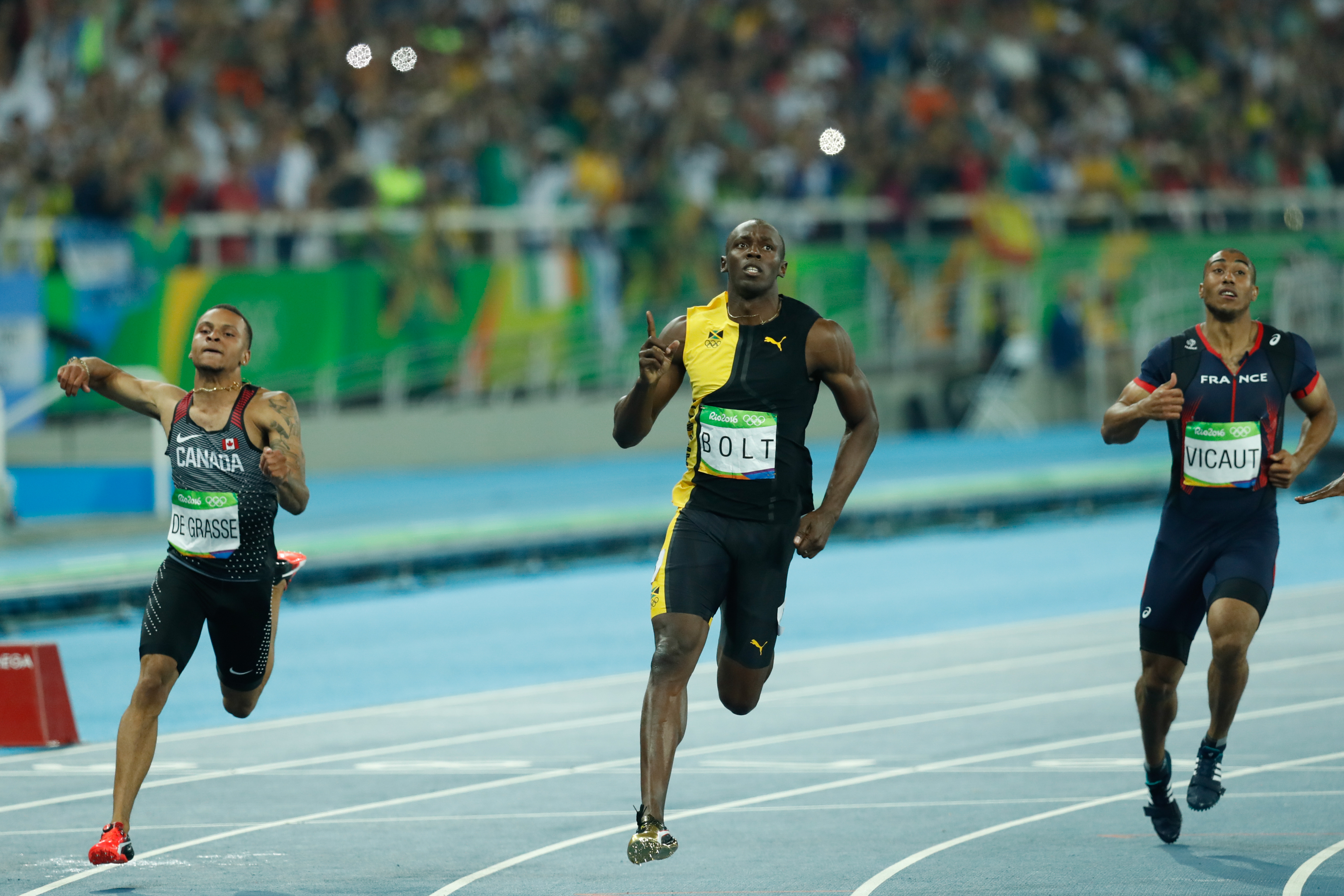
Jimmy Vicaut à l'arrivée de la finale du 100 m aux Jeux olympiques de Rio.

Le 14 juin suivant lors du Spitzen Leichtathletik Luzern, en l'espace de vingt minutes, Jimmy Vicaut réalise 9 s 98 (+ 0,0 m/s) en série puis 10 s 08 en finale (- 0,8 m/s),. Il décide la semaine suivante qu'il s'alignera exclusivement sur 100 m aux Championnats d'Europe d'Amsterdam début juillet. Il confirme sa domination européenne et mondiale lors des Championnats de France d'Angers le 25 juin où il réalise dès les séries 9 s 94 (+ 1,7 m/s) avant de s'imposer en finale en 9 s 88 (+ 1,9 m/s), 2e chrono mondial derrière ses propres 9 s 86, battant ainsi le record des Championnats (9 s 92 qu'il co-détenait avec Christophe Lemaitre). Il s'impose devant son partenaire d'entrainement Stuart Dutamby (10 s 12) et Mickaël-Meba Zézé (10 s 21), tous deux se qualifiant également aux Championnats d'Europe d'Amsterdam. Mais lors de ce championnat continental, Vicaut est battu en finale (10 s 08) par le Néerlandais Churandy Martina (10 s 07) et le Turc Jak Ali Harvey (10 s 07), ne remportant ainsi que la médaille de bronze. Le 10 juillet, il décroche une médaille d'argent avec le relais 4 x 100 m en 38 s 38, derrière le Royaume-Uni (38 s 17).
Sélectionné aux Jeux olympiques de Rio, il évite de peu l'élimination en série avec 10 s 19 avant de remporter sa demi-finale en 9 s 95, parvenant ainsi à se qualifier pour la finale du 100 m. Quatrième Français à accéder à ce niveau (après Émile Ali-Khan, Roger Bambuck et Hermann Panzo), il termine la course à la 7e place (10 s 04). L'aventure olympique se termine le 18 août lorsque Vicaut et ses coéquipiers du relais 4 x 100 m sont éliminés en qualifications avec 38 s 35, leur meilleur temps de la saison.
En septembre, Vicaut déclare se séparer de son entraîneur Guy Ontanon.

### Saison 2017
Après une rentrée sur 200 m lors du premier tour des Interclubs (20 s 93), Jimmy Vicaut entame sa saison 2017 sur la distance reine lors du second tour de cette même compétition : il réalise un temps de 9 s 97. C'est son dix-neuvième chrono sous les 10 secondes. Il participe également au meeting de Marseille, son nouveau club qu'il remporte en 10 s 02 malgré un départ moyen. Il s'alignera quelques jours plus tard au meeting de Rome où il prendra la deuxième place en 10 s 05 derrière le Britannique Chijindu Utah et devant l'Américain Ronnie Baker. Le 15 juin à Oslo, il est victime d'une déchirure à l'ischio-jambier droit. Sa saison est donc compromise, il espère cependant revenir en forme pour prendre part aux championnats du monde de Londres.

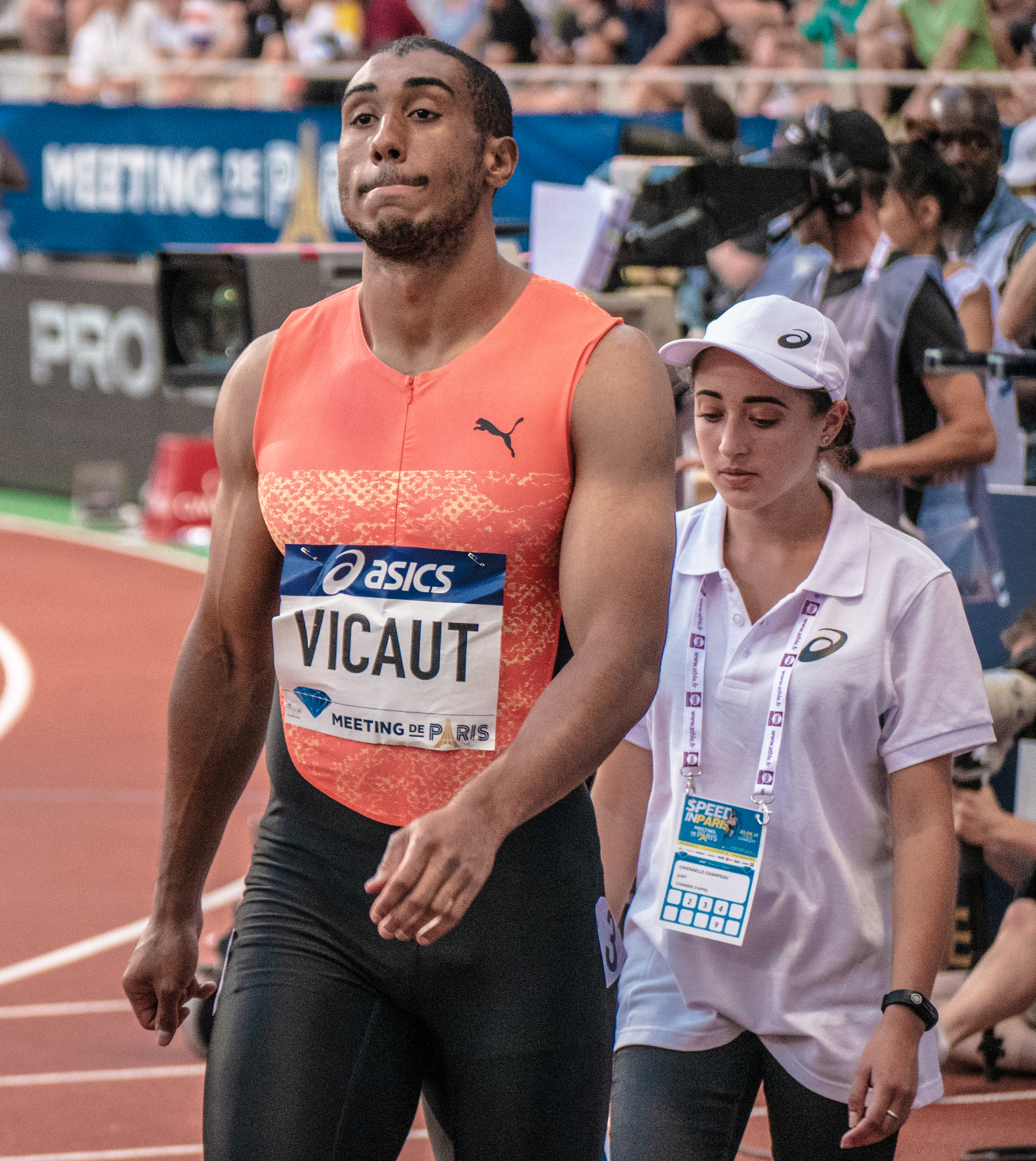
Jimmy Vicaut au Meeting de Paris 2018

N'ayant pas recouru en compétitions depuis sa blessure, Jimmy Vicaut et son équipe décide quand même de s'aligner aux championnats du monde de Londres : le 4 août, il passe sans encombre les séries en se classant 3e de sa course (10 s 15). Le lendemain, il prend la 3e place de sa demi-finale et se qualifie au temps pour sa 3e finale mondiale de sa carrière en championnats du monde. Il termine 6e de la finale en 10 s 08.

### Saison 2018
Pour la première fois depuis 2013, Jimmy Vicaut décide de faire une saison hivernale complète, avec en ligne de mire les championnats du monde en salle de Birmingham. Le français fait sa rentrée au meeting de Mondeville. Auteur de 6 s 62 en séries, il prend un mauvais départ en finale, et, avec un 6 s 66, il est battu par son vieil adversaire Christophe Lemaitre, vainqueur en 6 s 57 et par le Ghanéen Sean Safo-Antwi.
Lors de la saison estivale, Vicaut participe au premier tour des Interclubs, à Grenoble, et réalise d'entrée les minimas pour les championnats d'Europe de Berlin en courant en 10 s 00 (+ 1,6 m/s). Il confirme son état de forme le 31 mai, à l'occasion du Golden Gala de Rome où il prend la seconde place de la course en 10 s 02 (- 0,4 m/s), derrière l'Américain Ronnie Baker (9 s 93). Le 16 juin, au Meeting d'athlétisme de Marseille, le français s'impose sur la course dans le super temps de 9 s 92 (+ 0,3 m/s), signant la seconde meilleure performance mondiale de l'année derrière le Britannique Zharnel Hughes (9 s 91). Il s'agit de son vingtième chrono sous les 10 secondes. Le 30 juin, il termine à nouveau derrière Ronnie Baker (9 s 88) en ligue de diamant, cette fois lors du meeting de Paris où il égale la meilleure performance européenne de l'année en 9 s 91 (+ 0,8 m/s).
Le 7 août, Jimmy Vicaut participe aux championnats d'Europe de Berlin : exempté du premier tour grâce à son statut de meilleur performeur européen de l'année, il court les demi-finales et établit le nouveau record des championnats d'Europe en 9 s 97 (+ 0,4 m/s), effaçant les 9 s 99 du Portugais Francis Obikwelu, datant de 2006. Il doit cependant déclarer forfait pour la finale, après s'être blessé lors de l'échauffement.

### Saison 2019
Pour lancer sa saison estivale, Jimmy Vicaut participe aux Mondiaux de relais à Yokohama avec l'équipe de France et termine cinquième de la finale du 4 x 100 m en 38 s 31 malgré des passages de relais très bien effectués. Sa rentrée sur 100 m a lieu le 3 juin à Prague, où il se classe deuxième en 10 s 07, tout près des minimas pour les championnats du monde de Doha fixés à 10 s 06. Lors des meetings suivants, il réalise des chronos assez décevants qui l'empêchent de valider ces minimas : il court ainsi successivement en 10 s 20 au meeting de Marseille le 2 juillet, en 10 s 11 au meeting de Lucerne le 9, et en 10 s 17 au meeting de Monaco le 12. C'est seulement le 26 juillet en séries des Championnats de France 2019 qu'il valide les minimas pour les Mondiaux de Doha en 10 s 02 (+ 1,4 m/s). Il court ensuite en 10 s 42 en demi-finales sous la pluie mais renonce à la finale après avoir pris froid, voulant éviter les risques de blessures pour la suite de la saison. Par la suite, il remporte le 100 m des championnats d'Europe par équipe à Bydgoszcz en 10 s 35 (- 1,4 m/s) puis se classe deuxième du meeting de Madrid le 25 août en 10 s 05, pour ce qui est sa dernière course avant les Mondiaux.
Lors des championnats du monde de Doha le 27 septembre 2019, Jimmy Vicaut termine deuxième de sa série en 10 s 08 derrière le Jamaïcain Yohan Blake, mais est éliminé le lendemain en demi-finale, terminant septième en 10 s 16 après s'être relevé dès la sortie des starting-blocks. C'est la première finale mondiale de 100 m que Vicaut manque depuis les championnats du monde 2013. Le 5 octobre, il est engagé sur la finale du relais 4 x 100 m avec Amaury Golitin, Méba-Mickaël Zézé et Christophe Lemaitre mais le relais français ne termine pas la course en raison d'un cafouillage dès la première transmission de témoin,.
Le 6 novembre 2019, Vicaut quitte son coach Dimitri Demonière avec qui il s'entraînait à l'Insep depuis la fin des Jeux Olympiques de Rio pour partir à Jacksonville sur le campus de l'Université de Floride du Nord, où il est dirigé à partir de mi-novembre par le très réputé Rana Reider, qui entraîne entre autres le Canadien Andre de Grasse, le Britannique Adam Gemili, le Jamaïcain Omar McLeod et l'Américain Christian Taylor,.

### Saison 2020
Le 21 janvier 2020, le DTN de la FFA Patrice Gergès déclare à l'occasion d'une conférence de presse que Jimmy Vicaut fera l'impasse sur la saison en salle, ajoutant que le Français était très heureux de son projet américain avec son nouvel entraîneur.
Pour sa première course de la saison estivale le 9 juillet 2020 (et aussi sa première course depuis qu'il s'entraîne aux Etats-Unis), Vicaut dispute un 100 yards (91,44 m) à Bradenton aux Etats-Unis dans le cadre des "Inspiration Games" de Zurich, organisés dans un format spécial en raison de la pandémie de coronavirus. Avec un chrono en 9 s 72, il prend la deuxième place de la course derrière Andre de Grasse (9 s 68) et devant Omar McLeod. Ce sera finalement sa seule course de l'année, puisqu'il annonce mettre un terme à sa saison le 24 août, préférant se reposer en vue de 2021 et des Jeux Olympiques de Tokyo.

### Saisons 2021-2022
Après une préparation tronquée par diverses blessures, Jimmy Vicaut est éliminé en demi-finale du 100 mètres des Jeux olympiques de Tokyo avec un temps de 10 s 11, loin de ses records. En zone mixte, il apprend la perte de son record d'Europe, battu par Marcell Jacobs, champion olympique plus tard dans la journée.
Le 21 août 2022, il remporte la médaille d'argent du relais 4 x 100 m lors des championnats d'Europe de Munich en compagnie de Méba-Mickaël Zézé, Pablo Matéo et Ryan Zézé.

## Palmarès

### International

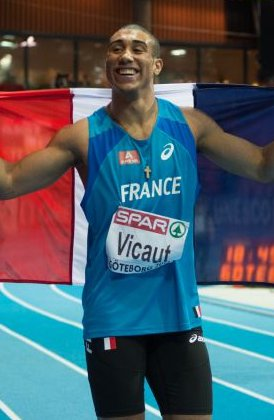
Jimmy Vicaut lors des Championnats d'Europe en salle 2013

| Date | Compétition                       | Lieu             | Résultat | Épreuve   | Temps   |
| ---- | --------------------------------- | ---------------- | -------- | --------- | ------- |
| 2009 | Championnats du monde cadets      | Bressanone       | 7e       | 100 m     | 10 s 89 |
| 2010 | Championnats du monde juniors     | Moncton          | 3e       | 100 m     | 10 s 28 |
| 2010 | Championnats d'Europe             | Barcelone        | 1er      | 4 x 100 m | 38 s 11 |
| 2011 | Championnats d'Europe juniors     | Tallinn          | 1er      | 100 m     | 10 s 07 |
| 2011 | Championnats d'Europe juniors     | Tallinn          | 1er      | 4 x 100 m | 39 s 35 |
| 2011 | Championnats du monde             | Daegu            | 6e       | 100 m     | 10 s 27 |
| 2011 | Championnats du monde             | Daegu            | 2e       | 4 x 100 m | 38 s 20 |
| 2012 | Championnats d'Europe             | Helsinki         | 2e       | 100 m     | 10 s 12 |
| 2012 | Championnats d'Europe             | Helsinki         | 3e       | 4 x 100 m | séries  |
| 2012 | Jeux olympiques                   | Londres          | 3e       | 4 x 100 m | 38 s 16 |
| 2013 | Championnats d'Europe en salle    | Göteborg         | 1er      | 60 m      | 06 s 48 |
| 2013 | Championnats d'Europe par équipes | Gateshead        | 1er      | 100 m     | 10 s 28 |
| 2014 | Championnats d'Europe par équipes | Brunswick        | 1er      | 100 m     | 10 s 03 |
| 2015 | Championnats du monde             | Pékin            | 8e       | 100 m     | 10 s 00 |
| 2015 | Championnats du monde             | Pékin            | 5e       | 4 x 100 m | 38 s 23 |
| 2015 | Ligue de diamant                  | Ligue de diamant | 2e       | 100 m     | détails |
| 2016 | Championnats d'Europe             | Amsterdam        | 3e       | 100 m     | 10 s 08 |
| 2016 | Championnats d'Europe             | Amsterdam        | 2e       | 4 x 100 m | 38 s 38 |
| 2016 | Jeux olympiques                   | Rio de Janeiro   | 7e       | 100 m     | 10 s 04 |
| 2017 | Relais mondiaux de l'IAAF         | Nassau           | 5e       | 4 x 100 m | 39 s 83 |
| 2017 | Championnats du monde             | Londres          | 6e       | 100 m     | 10 s 08 |
| 2017 | Championnats du monde             | Londres          | 5e       | 4 x 100 m | 38 s 48 |
| 2018 | Championnats d'Europe             | Berlin           | finale   | 100 m     | DNS     |
| 2019 | Relais mondiaux de l'IAAF         | Yokohama         | 5e       | 4 x 100 m | 38 s 31 |
| 2019 | Championnats d'Europe par équipes | Bydgoszcz        | 1er      | 100 m     | 10 s 36 |
| 2019 | Championnats du monde             | Doha             | finale   | 4 x 100 m | DNF     |
| 2022 | Championnats du monde             | Eugene           | finale   | 4 x 100 m | DQ      |
| 2022 | Championnats d'Europe             | Munich           | 2e       | 4 x 100 m | 37 s 94 |
| 2023 | Jeux européens                    | Chorzów          | 3e       | 4 × 100 m | 38 s 51 |

Résultats en Ligue de Diamant
| Date              | Meeting                | Ville       | Résultat | Temps            |
| ----------------- | ---------------------- | ----------- | -------- | ---------------- |
| 7 septembre 2012  | Memorial Van Damme     | Bruxelles   | 7e       | 10 s 06          |
| 6 juin 2013       | Golden Gala            | Rome        | 3e       | 10 s 02          |
| 30 juin 2013      | Sainsbury's Grand Prix | Birmingham  | 5e       | 10 s 10          |
| 4 juillet 2013    | Athletissima           | Lausanne    | 5e       | 10 s 11          |
| 6 juillet 2013    | Meeting Areva          | Saint-Denis | 6e       | 20 s 30          |
| 19 juillet 2013   | Meeting Herculis       | Monaco      | 3e       | 9 s 99           |
| 26 juillet 2013   | Anniversary Games      | Londres     | 5e       | 20 s 44          |
| 29 août 2013      | Weltklasse             | Zurich      | 4e       | 9 s 98           |
| 31 mai 2014       | Prefontaine Classic    | Eugene      | 2e       | 9 s 89 (+2.7m/s) |
| 11 juin 2014      | Bislett Games          | Oslo        | 2e       | 10 s 04          |
| 4 juin 2015       | Golden Gala            | Rome        | 2e       | 9 s 98           |
| 4 juillet 2015    | Meeting Areva          | Saint-Denis | 2e       | 9 s 86           |
| 17 juillet 2015   | Meeting Herculis       | Monaco      | 3e       | 10 s 03          |
| 11 septembre 2015 | Memorial Van Damme     | Bruxelles   | 3e       | 9 s 99           |
| 22 juillet 2016   | Anniversary Games      | Londres     | 1er      | 10 s 02          |
| 27 août 2016      | Meeting Areva          | Saint-Denis | 5e       | 10 s 12          |
| 15 juin 2017      | Bislett Games          | Oslo        | 8e       | 10 s 68          |
| 31 mai 2018       | Golden Gala            | Rome        | 2e       | 10 s 02          |
| 30 juin 2018      | Meeting de Paris       | Paris       | 2e       | 9 s 91           |
| 12 juillet 2019   | Meeting Herculis       | Monaco      | 6e       | 10 s 17          |
| 30 juin 2022      | Bauhaus-Galan          | Stockholm   | 3e       | 10 s 19          |
| 2 juillet 2023    | Bauhaus-Galan          | Stockholm   | 8e       | 13 s 34          |

### National

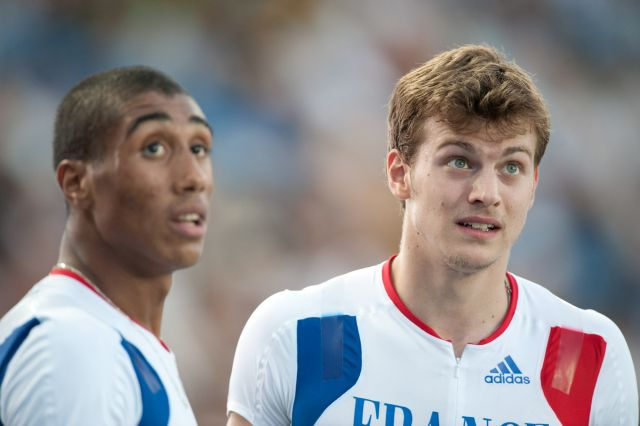
Jimmy Vicaut et Christophe Lemaitre en finale des Championnats du monde 2011

| Date | Compétition                     | Lieu              | Résultat | Épreuve | Temps   | Vent  |
| ---- | ------------------------------- | ----------------- | -------- | ------- | ------- | ----- |
| 2011 | Championnats de France          | Albi              | 2e       | 100 m   | 10 s 07 | + 2,0 |
| 2012 | Championnats de France          | Angers            | 2e       | 100 m   | 10 s 05 | + 2,6 |
| 2012 | Championnats de France          | Angers            | 3e       | 200 m   | 20 s 58 | + 0,5 |
| 2013 | Championnats de France en salle | Aubière           | 1er      | 060 m   | 06 s 53 | —     |
| 2013 | Championnats de France          | Paris             | 1er      | 100 m   | 09 s 95 | + 0,3 |
| 2015 | Championnats de France          | Villeneuve-d'Ascq | 1er      | 100 m   | 09 s 92 | + 0,7 |
| 2015 | Championnats de France          | Villeneuve-d'Ascq | 2e       | 200 m   | 20 s 42 | + 0,6 |
| 2016 | Championnats de France          | Angers            | 1er      | 100 m   | 09 s 88 | + 1,9 |
| 2016 | Championnats de France          | Angers            | 1er      | 200 m   | 20 s 62 | + 1,3 |

## Records

### Records personnels
| Épreuve | Temps   | Lieu        | Date           | Record |
| ------- | ------- | ----------- | -------------- | ------ |
| 060 m   | 06 s 48 | Göteborg    | 2 mars 2013    | —      |
| 100 m   | 09 s 86 | Saint-Denis | 4 juillet 2015 | RF     |
| 100 m   | 09 s 86 | Montreuil   | 7 juin 2016    | RF     |
| 200 m   | 20 s 30 | Saint-Denis | 6 juillet 2013 | —      |

### Progression
On regroupe dans ce tableau les progressions en plein air des records personnels de Jimmy Vicaut sur sa distance de prédilection, le 100 m. Les mesures du vent sont données en mètres par seconde. Les temps non homologués (notamment avec vent trop fort) ne sont pas comptabilisés.
| Âge | Temps   | Vent  | Date            | Lieu        |
| --- | ------- | ----- | --------------- | ----------- |
| 17  | 10 s 56 | + 1,3 | 9 juillet 2009  | Bressanone  |
| 18  | 10 s 16 | + 0,8 | 3 juillet 2010  | Mannheim    |
| 19  | 10 s 12 | – 1,8 | 21 juillet 2011 | Tallinn     |
| 19  | 10 s 07 | + 0,3 | 22 juillet 2011 | Tallinn     |
| 19  | 10 s 07 | + 2,0 | 29 juillet 2011 | Albi        |
| 20  | 10 s 02 | – 0,1 | 23 août 2012    | Lausanne    |
| 21  | 09 s 95 | + 0,3 | 13 juillet 2013 | Paris       |
| 23  | 09 s 86 | + 1,3 | 4 juillet 2015  | Saint-Denis |
| 24  | 09 s 86 | + 1,8 | 7 juin 2016     | Montreuil   |